# 石塚千明
石塚 千明（いしづか ちあき、1954年11月3日 - ）は神奈川県出身の構成作家。男性。

## 来歴・人物
高校在学時から8ミリフィルムで自主製作映画を作り始め、大学時代に劇団魔天楼に所属。ちあき由宇のペンネームで作・演出を手がける。
女性アイドルグループ「ヒーローキャリー」のプロモーションや台本作り等を経て、テレビ朝日の深夜番組『ウソップランド』でテレビ構成作家としてデビュー。端役としても頻繁に登場し「格闘技 THE プロ卓球」では少年時代に卓球部だった経験を生かした。
株式会社エムファーム所属。

## 主な担当番組
- ウソップランド
- なに・ソレ!?
- 鶴瓶のテレビ大図鑑
- ファッション通信
- 旅いってきます！
- 石坂浩二のスーパーアイ
- 日本テレビ大学
- クイズ地球の歩き方
- 歌って最高！

## 舞台
- Domination 〜怪物ランド風SMファンタジー（1992年）　スーパーバイザー
- ミュージカル ファウスト（演劇集団円 2006年） 脚本